# 嚢胞
嚢胞（のうほう、英: Cyst）とは、分泌物が袋状に貯まる病態のこと。 一般にそのなかには液状の内容物が入っており、ほとんどの嚢胞は、その内側が上皮によって覆われている。液体が貯留した袋状の病変。単発あるいは多発し通常は無症状だが、嚢胞が大きくなると腹部膨満感、圧迫感等の自覚症状が認められることもある。嚢胞内が液状部分だけでなく、充実性部分も認められるもの、嚢胞の壁や隔壁が厚くなったり、内部に充実成分を認める場合には嚢胞内腫瘤や嚢胞性腫瘍として別に扱う。

## 臓器別嚢胞

### 肝嚢胞
腹部超音波検診判定マニュアル改訂版(2021年)では肝臓の嚢胞性病変(大きさを問わず充実部分(嚢胞内結節・壁肥厚・隔壁肥厚)および内容液の変化(内部の 点状エコー)などの所見を認めないものは)判定区分は軽度異常のB、カテゴリー2 良性(明らかな良性病変を認める。正常のバリエーションを含む。)としている。
嚢胞は通常は症状を引き起こさず，臨床的な意義はない。まれな疾患である先天性多発性肝嚢胞（congenital polycystic liver）は，一般的には 腎臓の多嚢胞性疾患や他臓器の多嚢胞性疾患に合併する。ときに，非常に大きな嚢胞が他臓器を圧迫して疼痛や症状を引き起こす。このような例では，嚢胞の開窓術やドレナージなどの介入を考慮してもよいが，しばしば嚢胞が再発する。
多発肝のう胞症：肝臓内にのう胞が多発する疾患で女性に多い。肝のう胞そのものは良性疾患であるが、 のう胞が増加して巨大になることにより周囲の臓器が圧迫されて呼吸困難や運動制限などが生じる。また、感染やのう胞内出血などの危険性もあり、肝機能に影響を及ぼすこともある。 

### 腎嚢胞
腎臓に液体が貯留した袋状の病変。単発あるいは多発し、加齢とともに発生頻度が増加。良性病変で、放置してもよいのが、嚢胞が大きく、周辺臓器への圧迫症状や破裂の危険性がある場合や、水腎症をきたす場合（傍腎盂嚢胞）などは治療（外科的手術など）の適応となることがある。遺伝性疾患で、両側の腎臓に多発性の嚢胞が生じて慢性腎不全を生じる多発性嚢胞腎は治療を必要とする。
腹部超音波検診判定マニュアル改訂版(2021年) 　では判定区分は軽度異常のB,カテゴリー2 良性(明らかな良性病変を認める。正常のバリエーションを含む。)。複数の薄い隔壁あるいは粗大石灰化像を伴うときは、要再検査(3・6・12 か月)のC,カテゴリー3 (良悪性の判定困難) とする。
腎嚢胞性腫瘍　：腎嚢胞の壁や隔壁が厚くなったり、内部に充実成分を認める場合には腎嚢胞性腫瘍と記載する。悪性病変の可能性があるので精密検査となる。 
多房性腎嚢胞と多房性嚢胞性腎癌は難しい。嚢胞壁の不整肥厚、隔壁に血流、嚢胞内隔壁、集簇性嚢胞であるときは精査が必要となる。
腎嚢胞は画像検査からBosniak分類（ボスニアック分類）Ⅰ～Ⅳに分類、Ⅳになるほど悪性の可能性。ⅡFのFはfollow(経過観察)。
Bosniak分類 
- カテゴリーⅠ：単房性，薄い嚢胞壁，隔壁・石灰化・造影効果のない水濃度。
- カテゴリーⅡ：少数の薄い隔壁，小さな石灰化を有する，3cm以下の高濃度嚢胞。
- カテゴリーⅡF：多数の薄い隔壁，少しの造影効果，3cm以上の高濃度性嚢胞。
- カテゴリーⅢ：隔壁が不整で厚い，明瞭な造影効果を有する。
- カテゴリーⅣ：壁や隔壁に明らかな悪性所見（隆起・浸潤）を有する腫瘤を認める。

### 脾嚢胞
脾臓に液体が貯留した袋状の病変。良性病変で特に心配はない。
腹部超音波検診判定マニュアル改訂版(2021年)では嚢胞性病変(大きさを問わず充実部分(嚢胞内結節・壁肥厚・隔壁肥厚・内容液の変化(内部の点状エ コー)などの所見を認めないものは)軽度異常のB、カテゴリー2 良性(明らかな良性病変を認める。正常のバリエーションを含む。)とする。
脾嚢胞性腫瘍：嚢胞の中にしこりがある場合や、嚢胞の壁が分厚い場合には、嚢胞性腫瘍と記載。脾類表皮嚢胞、脾リンパ管腫といった腫瘍のことがあるので、精密検査が必要。

### 膵嚢胞
膵臓に液体の入った袋状の病変。膵液が溜まっている場合や、液体を産生する腫瘍ができている場合などがある。小さくて単純な形の嚢胞は問題ない。5mm以上の嚢胞や複雑な形の嚢胞は経過観察や精密検査が必要。
腹部超音波検診判定マニュアル改訂版(2021年)では膵臓の嚢胞性病変 5mm未満は判定区分は軽度異常のB、カテゴリー2 良性(明らかな良性病変を認める。正常のバリエーションを含む。)5mm以上は判定区分は要精検のD2、カテゴリー3(良悪性の判定困難)、嚢胞内部に充実部分(嚢胞内結節・壁肥厚・隔壁肥厚)および内容液の変化(内部の 点状エコー)などを認めるものは、膵嚢胞性腫瘍疑いとし、判定区分は軽度異常のD2、カテゴリー4(悪性疑い)とする。
膵嚢胞性腫瘍：嚢胞の中にしこりがある場合や、嚢胞の壁が分厚い場合には、嚢胞性腫瘍と記載する。膵管内乳頭粘液性腫瘍、漿液性嚢胞線腫、粘液性嚢胞腫瘍など、良性の場合も悪性の場合もあり、鑑別のために精密検査が必要。 
膵臓の炎症によりできた「炎症性のう胞」と腫瘍により分泌された粘液がたまった「腫瘍性膵のう胞」とを区別することが難しく、また、腫瘍性膵のう胞と診断されたときに、良性なのか、それとも既に悪性に変化していないかなど慎重に見極めることが重要になる、なぜなら、膵臓の悪性腫瘍は非常に生存率が悪いからである。

### 乳房嚢胞
乳房の単純性嚢胞は、乳腺症の部分像で乳管が拡張したものである。内部には液体が貯留する。頻度は高く、多くは両側性、多発性。通常軟らかいが、緊満したものは硬く触れる。内部が無エコーで壁に充実部分のない、単純性嚢胞に関しては無条件にカテゴリー２良性（明らかな良性所見を呈する、さらなる検査、経過観察は不要）として良い。
嚢胞性パターンの腫瘤（無エコー）はカテゴリー2として要精検としないが、混合性パターン（充実部と液状部分を有する）は15mm以下のものはカテゴリー2、15mmより大きいものはカテゴリ3、4とする。（3：良性の可能性が高い、4：悪性の可能性が高い）。
濃縮嚢胞　超音波検査で内部エコーを有する嚢胞をいう。一般の成書にはこの用語の記載はないが、超音波分野において、慣用的に使われている。粘稠度の高いチーズ、ミルク様、あるいは、オイル様の内容物を含む充実性腫瘤。

### 甲状腺嚢胞
甲状腺の嚢胞は、濾胞にコロイドが充満拡張した場合と、出血や退行変性によって嚢胞化した場合が考えられる。
甲状腺のう胞は、中に液体のみが溜まった袋状のもので、　のう胞の中は液体だけで細胞がないため、がんになることはない。健康な人でもあることが多く、特に学童期～中高生に多く見られる。数や大きさは頻繁に変わり、多くの人が複数ののう胞を持つ。そのため、繰り返し検査を受診すると、成長に伴い、のう胞が発見されることが多い。のう胞は乳幼児期に少なく、小学生や中高生には多く見られることが判明してきている。のう胞は、成長の過程で現れたり消えたりするもので、その大きさも頻繁に変化する。　
米国甲状腺学会（ATA）の2015年ガイドラインでは単純性甲状腺嚢胞（純粋な嚢胞性結節（固形成分を含まない））はBenign(良性）に分類され穿刺細胞診は推奨しないに分類。日本の、甲状腺超音波診断ガイドブックでは、2008年はATAガイドラインと同様、単純嚢胞は経過観察のみであったが、2012年の第2版からは、20.1mm以上は穿刺吸引細胞診をするよう変更された。穿刺の理由としては、嚥下に影響を与えることがあるからとしている。他の部位では、症状が出てからの治療がほとんどなのに対し、消失する可能性のあるものに症状が出る前に穿刺となっている。
通常は無症状で、治療の必要もないことの多い嚢胞、だから、どれくらいの人が持っているのか不明であった。小さな嚢胞も含め多数の人で調べた疫学調査結果がある。福島県民健康管理調査で30万人の18歳までの人で3mm以下のものも含めるとほぼ50％の14.4万人に嚢胞があり、、27歳までの18万人では66％の12万人に嚢胞が認められた。甲状腺嚢胞にA2判定をつけたために、A2問題が起こり、三県調査をすることになった。三県調査でも、18歳までの4365人を検査し、56.9％に嚢胞を認めている。

### 卵巣嚢胞
- 漿液性嚢胞腺腫（Serous cystadenoma)、良性（Benign)、卵管上皮への分化を示す腫瘍細胞で構成される良性腫瘍。ら嚢胞の内腔を、単層に配列する卵管上皮細胞に類似した円柱上皮細胞が被覆していることがある[22]。
- 粘液性嚢胞腺腫（Mucinous cystadenoma)、良性（Benign)、細胞質内粘液を有する胃・腸型ないし、ミュラー管型上皮細胞で構成される良性腫瘍[22]。
- 類内膜嚢胞腺腫（Endometrioid cystadenoma)、良性（Benign)、子宮内膜腺への分化を示す腫瘍細胞で構成される良性腫瘍[22]。
- 明細胞嚢胞腺腫（Clear cell cystadenoma)、良性（Benign)、淡明ないし、好酸性細胞質を有する上皮細胞が腺管を形成して増殖する、極めて稀な良性腫瘍[22]。
- 漿液粘液性嚢胞腺腫（Seromucinous cystadenoma)、良性（Benign)、複数種類のミュラー管型上皮細胞の混合で構成される稀な良性腫瘍[22]。
- 子宮内膜症性嚢胞（Endometriotic cyst)、子宮内膜腺と内膜間質で被覆された嚢胞性病変、臨床的にチョコレート嚢胞と呼ばれる[22]。
- 卵胞嚢胞（Follicle cyst)、顆粒膜細胞と、その外側の莢膜細胞で被覆された生理的嚢胞で径3cmを超えるものをさす。多くは自然消退する[22]。
- 黄体嚢胞(Corpus luteum cyst)、径3cmをこえる嚢胞化した黄体、無症状で自然に退縮することが多いが、破綻して出血をきたすことがある[22]。

### 副鼻腔嚢胞
副鼻腔嚢胞、洞内粘膜嚢胞
副鼻腔嚢胞とは、副鼻腔に嚢胞が生じ、骨壁を圧排し、眼球変位、複視、頬部腫脹などを来す状態である。発生の機序は粘膜の肥厚や粘液腺の拡張など粘膜の慢性炎症、手術を含む外傷などにより副鼻腔が固有鼻腔との交通路の閉塞により生ずる。 嚢胞は貯留液の性状により、細菌感染を伴わない粘液嚢胞（mucocele）と細菌感染を伴う膿嚢胞（pyocele）に分けられる。洞内粘膜嚢胞（mucosal retention cyst）は通常上顎洞の底にみられる。
嚢胞とは、分泌物がたまったふくろが徐々に大きくなった状態をいう。特に原因のない原発性と、過去の外傷や手術の影響により起こる続発性に分類される。嚢胞は周囲の骨を破壊し拡大するため、その圧迫により頬のはれや眼球の突出、また、歯の痛みなどが生じることがある。

### 精巣上体嚢胞
精巣上体嚢胞は陰嚢内にできる無痛性の嚢胞状腫瘤、内容液に精子を含むことか ら臨床的には,精液瘤と同義語とみなされている。増大すると疼痛を認めることもある。

### 歯科嚢胞
歯周嚢胞・歯根嚢胞などがある。

### 先天性嚢胞
類皮嚢胞、鰓嚢胞、正中頸嚢胞、側頸嚢胞、くも膜嚢胞。発生に関与する先天的な嚢胞は上記の嚢胞とは性質を異にする。例えば、類皮嚢腫は、英語でdermoid cystと書くが、内容物に毛髪と脂質を含みチーズ様、クリーム様などと表される。この項目で述べている、単純性の液体だけを含む嚢胞とは性質が違う。類皮嚢腫とは眼、鼻の周囲、耳後部、口腔底などの顔面領域に好発する円形の良性腫瘍。